# گمینا مالچتسه

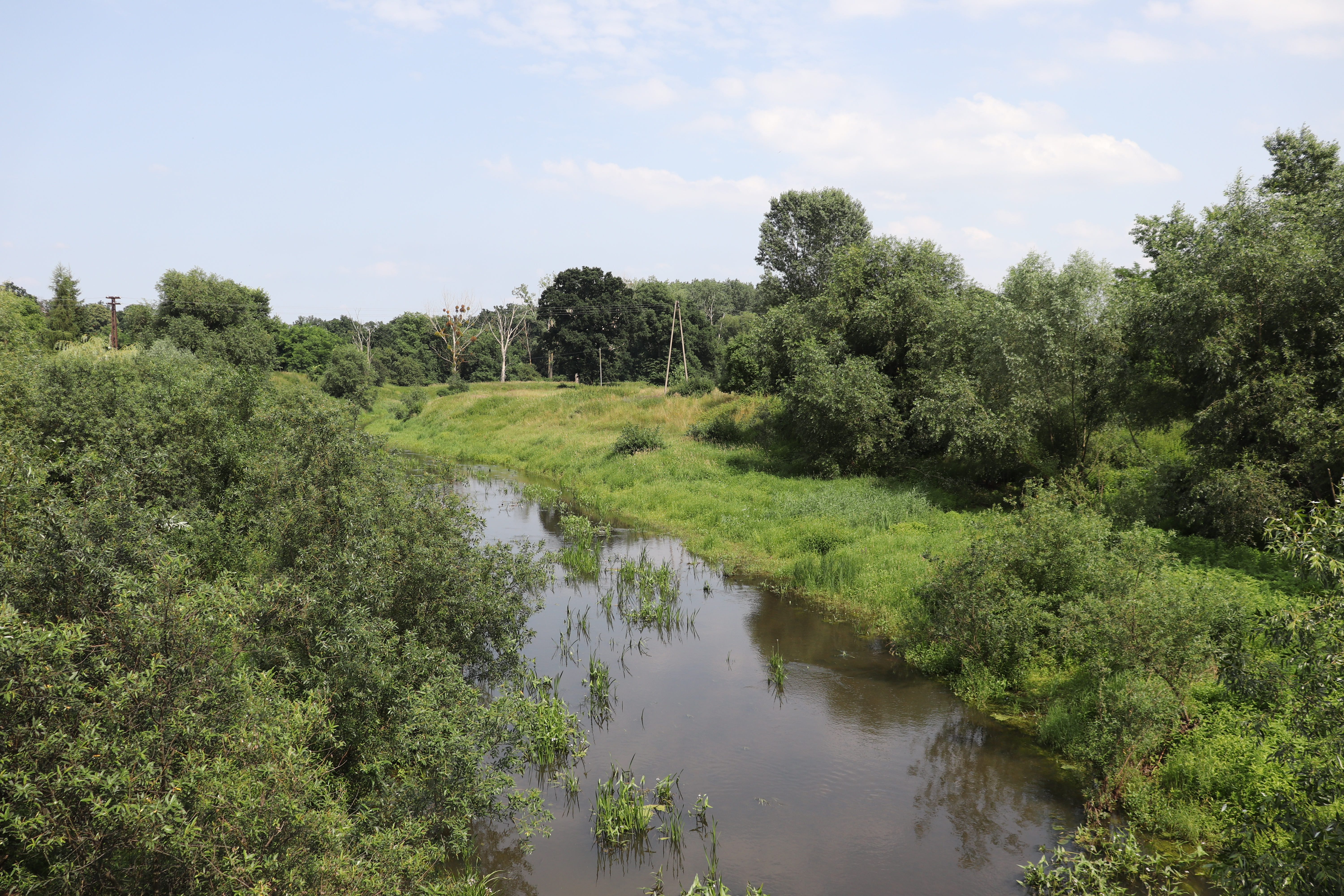
طبیعت زیبای گمینا مالچتسه

گمینا مالچتسه (به لهستانی:  Gmina Malczyce) یک گمینا در لهستان است که در شهرستان شرودا شلانسکا واقع شده‌است. گمینا مالچتسه ۵۲٫۵۵ کیلومتر مربع مساحت و ۵٬۹۷۵ نفر جمعیت دارد.